# Robert Abraham
Robert Eugene Abraham (Myrtle Beach, 13 de julio de 1960) es un exjugador estadounidense de fútbol americano que ocupaba la posición de linebacker en la Liga Nacional de Fútbol —en inglés: National Football League—. Además, jugó fútbol americano universitario en la Universidad Estatal de Carolina del Norte, siendo reclutado por los Houston Oilers en el Draft de la NFL de 1982 en la 77.ª posición de la tercera ronda; jugó en este equipo hasta el año 1987.

## Estadísticas

### Temporada regular
| 1            | 1983 | 1  | 04-09-1983 | 23-053 | HOU |   | GNB | P 38-41 | 0.0 | 0 | 0 | 1 | 0 | 0 |
| 2            | 1983 | 11 | 13-11-1983 | 23-123 | HOU |   | DET | G 27-17 | 1.0 | 0 | 0 | 0 | 0 | 0 |
|              |      |    |            |        |     |   |     |         |     |   |   |   |   |   |
| 3            | 1984 | 5  | 30-09-1984 | 24-079 | HOU |   | NOR | P 10-27 | 0.0 | 0 | 0 | 1 | 1 | 0 |
|              |      |    |            |        |     |   |     |         |     |   |   |   |   |   |
| 4            | 1985 | 10 | 10-11-1985 | 25-120 | HOU | @ | BUF | P 0-20  | 1.0 | 0 | 0 | 0 | 0 | 0 |
|              |      |    |            |        |     |   |     |         |     |   |   |   |   |   |
| 5            | 1986 | 2  | 14-09-1986 | 26-063 | HOU |   | CLE | P 20-23 | 1.0 | 0 | 0 | 0 | 0 | 0 |
| 6            | 1986 | 3  | 21-09-1986 | 26-070 | HOU | @ | KAN | P 13-27 | 1.0 | 0 | 0 | 0 | 0 | 0 |
|              |      |    | 6 juegos   |        |     |   |     |         | 4.0 | 0 | 0 | 2 | 1 | 0 |
| Notas: 1. 2. |      |    |            |        |     |   |     |         |     |   |   |   |   |   |

### Defensas y Fumbles
|         |      |        |      |     |    |    |     | Intercepciones defensivas | Intercepciones defensivas | Intercepciones defensivas | Intercepciones defensivas | Intercepciones defensivas | Fumbles | Fumbles | Fumbles | Fumbles | Fumbles | Tackle | Tackle |      |          |
| Año     | Edad | Equipo | Pos  | No. | G  | GS | Sk  | Int                       | Yds                       | TD                        | Lng                       | PD                        | FF      | Fmb     | FR      | Yds     | TD      | Tkl    | Ast    | Sfty | Promedio |
| ------- | ---- | ------ | ---- | --- | -- | -- | --- | ------------------------- | ------------------------- | ------------------------- | ------------------------- | ------------------------- | ------- | ------- | ------- | ------- | ------- | ------ | ------ | ---- | -------- |
| 1982    | 22   | HOU    |      | 56  | 9  | 0  |     |                           |                           |                           |                           |                           | 0       | 0       | 1       | 0       | 0       |        |        |      | 1        |
| 1983    | 23   | HOU    | RILB | 56  | 14 | 13 | 1.0 | 1                         | 0                         | 0                         | 0                         | 0                         |         |         |         |         |         |        |        |      | 4        |
| 1984    | 24   | HOU    | RILB | 56  | 16 | 16 |     | 1                         | 1                         | 0                         | 1                         | 0                         |         |         |         |         |         |        |        |      | 5        |
| 1985    | 25   | HOU    | RILB | 56  | 16 | 15 | 1.0 |                           |                           |                           |                           |                           | 0       | 0       | 4       | 0       | 0       |        |        |      | 6        |
| 1986    | 26   | HOU    | RILB | 56  | 16 | 16 | 2.0 |                           |                           |                           |                           |                           | 0       | 0       | 1       | 0       | 0       |        |        |      | 8        |
| 1987    | 27   | HOU    |      | 56  | 2  | 0  |     |                           |                           |                           |                           |                           |         |         |         |         |         |        |        |      | 0        |
| Carrera |      |        |      |     | 73 | 60 | 4.0 | 2                         | 1                         | 0                         | 1                         | 0                         | 0       | 0       | 6       | 0       | 0       |        |        |      | 24       |